# 10 Years of Revolutionary Rock and Roll
Wendy O Williams and The Plasmatics - The DVD: 10 Years of Revolutionary Rock and Roll è un DVD pubblicato dal gruppo punk rock Plasmatics e dalla propria cantante Wendy O. Williams nel 2007.

## Il filmato
L'album riassume, attraverso dei videoclip d'epoca, la storia del gruppo e di Wendy.
Il video è tratto dai "dieci anni di rock and roll rivoluzionario", 1978-1988, per un totale di circa tre ore.

## Capitoli
1. 1977-1980
2. 1980-1981
3. 1981-1984
4. 1984-1986
5. 1986-1988
6. Butcher Baby  (1980-1981 - NYC)
7. Pig Is a Pig  (15 maggio, 1981 - NYC)
8. Sex Junkie  (15 maggio, 1981 - NYC)
9. Living Dead  (17 giugno, 1981 - Pasadena, CA)
10. Masterplan  (17 giugno, 1981 - Pasadena, CA)
11. The Damned  (25 ottobre, 1982 - AZ Desert)
12. It's My Life  (giugno, 1984 - AZ Desert)
13. Party (Tonight)  (settembre, 1985 - Londra)
14. Goin' Wild  (settembre, 1985 - Londra)
15. F**k 'n' Roll  (settembre, 1985 - Londra)
16. Reform School  Girls (3 ottobre, 1986 - NYC)
17. Pieces  (17 novembre, 1987 - Detroit)

## Formazione
- Wendy O. Williams - voce
- Wes Beech - chitarra
- Michael Ray - chitarra
- Reginald Van Helsing - basso
- T. C. Tolliver - batteria
- Chris Romanelli - basso, tastiere
- Ray Callahan - batteria
- Richie Stotts - chitarra
- Chosei Funahara - basso
- Jean Beauvoir - basso, tastiere
- Greg Smith - basso
- Stu Deutsch - batteria
- Neal Smith - batteria
- Tony Petri - batteria
- Joey Reese - batteria